# Grave Digger
Grave Digger je německá heavymetalová hudební skupina, která vznikla v roce 1980. Zpočátku vystupovala na menších festivalech ve složení Chris Boltendahl (zpěv, baskytara), Lutz Schmeltzer (bicí) a Peter Masson (kytara). Do širšího povědomí se skupina dostala v roce 1983 kdy vydala dvě písně (Violence a 2000 Light Years From Home) na kompilaci německých metalových kapel "Rock from Hell (German Metall Atack)". To skupina fungovala ve složení Boltendahl (zpěv), Masson (kytara), Willi Lackman (baskytara) a Phillip Siebel (bicí). Naplno skupina prorazila v roce 1984, kdy ve složení Boltendahl (zpěv), Masson (kytara), Lackman (baskytara) a Albert Eckardt (bicí) vydala LP desku "HeavyMetal Breakdown".

## Složení

### Nynější členové
- Chris Boltendahl – zpěv
- Axel Ritt – kytara
- Jens Becker – basa
- Marcus Kniep – bicí, klávesy

### Bývalí členové
- Uwe Lulis – kytara (1986-2000)
- Peter Masson – kytara (1980-1986)
- Tomi Göttlich – basa (1991-1997)
- Martin Gerlitzki – basa (1983)
- Willi Lackman – basa (1983-1984)
- René „T-Bone" Teichgräber – basa (1984)
- C.F. Brank – basa (1985-1987)
- Frank Ulrich – bicí (1994-1995)
- Jörg Michael – bicí (1993-1994)
- Lutz Schmelzer – bicí (1980)
- Philip Seibel – bicí (1981-1983)
- Albert Eckardt – bicí (1983-1987)
- Peter Breitenbach – bicí (1991-1993)
- Manni Schmidt – kytara (2000-2009)
- Hans Peter „H.P." Katzenburg – klávesy (1996–2014)
- Stefan Arnold – bicí (1996–2018)

## Diskografie

### Alba
- Heavy Metal Breakdown (1984)
- Witch Hunter (1985)
- War Games (1986)
- The Reaper (1993)
- Heart of Darkness (1995)
- Tunes of War (1996)
- Knights of the Cross(1998)
- Excalibur (1999)
- The Grave Digger (2001)
- Tunes Of Wacken - Live (2002)
- Rheingold (2003)
- The Last Supper (2005)
- 25 To Live (2005)
- Liberty Or Death (2017)
- Ballads Of A Hangman (2009)
- The Clans Will Rise Again (2010)
- Clash of the Gods (2012)
- Return of the Reaper (2014)
- Exhumation (The Early Years) (2015)
- Healed by Metal (2017)
- The Living Dead (2018)
- Fields of Blood (2020)
- Symbol of Eternity (2022)

### Singly
- „For Promotion Only“ (1992)
- „Symphony Of Death“ (1994)
- „The Dark Of The Sun“ (1997)
- „Yesterday“ (2006)
- „Pray“ (2008)
- „Home at Last“ (2012)